# Holger Wichman
Holger Oskarsson Wichman, född 31 december 1913 i Nyköping, död 20 december 1999 i Stockholm, var en svensk arkivarie.
Wichman, som var son till bankdirektör Oscar Wichman och Olga Gyllenkrok, blev filosofie magister i Stockholm 1940, filosofie licentiat 1945 och filosofie doktor 1945.  Han var redaktör för historiska avdelningen i Svenska män och kvinnor 1944, biträdande redaktör för historiska avdelningen vid AB Nordiska uppslagsböcker 1945, blev amanuens på Riksarkivet 1947, arkivarie 1953 och var förste arkivarie 1956–1979. Han invaldes som ledamot av Kungliga Samfundet för utgivande av handskrifter rörande Skandinaviens historia 1958. Han utgav bland annat Örnsköldsviks historia 1842–1942 (doktorsavhandling 1943), var redaktör för och medförfattare i Jämtlands och Härjedalens historia IV och registerdel, utgivare av Daniel Tilas Curriculum vitæ (1966) och Johan Axel Almquists Frälsegodsen i Sverige under storhetstiden 4:1–3 (tillsammans med Hans Gillingstam 1976).